# Fýti
Fýti är en ort i Cypern.   Den ligger i distriktet Eparchía Páfou, i den västra delen av landet, 80 km väster om huvudstaden Nicosia. Fýti ligger 707 meter över havet och antalet invånare är 101. Den ligger på ön Cypern.
Terrängen runt Fýti är huvudsakligen kuperad. Fýti ligger uppe på en höjd.Trakten runt Fýti är glesbefolkad, med 10 invånare per kvadratkilometer. Närmaste större samhälle är Émpa, 17,4 km sydväst om Fýti. Trakten runt Fýti består till största delen av jordbruksmark.